# Camelia Macoviciuc
Camelia Macoviciuc (Mihalcea după căsătorie; n. 1 martie 1968, Baranca, România) este o canotoare română, laureată cu aur la Atlanta 1996. 
A primit titlul de Maestru Emerit al Sportului.

## Biografie

### Studiile
Camelia Macoviciuc s-a născut în ziua de 1 martie 1968 în familia lui Dumitru și Maria Macoviciuc, în satul Baranca, comuna Hudești, pe malul drept al Prutului, în județul Botoșani. A urmat gimnaziul, clasele I - VIII, la școala din Baranca și doi ani la Școala Nr. 1 din Hudești. După terminarea școlii, în anul 1984 s-a dus în Timișoara, acolo unde era și Maria Macoviciuc, sora sa mai mare. S-a înscris la Școala Profesională de Industrie Ușoară din Timișoara pe care a absolvit-o în 1986. A urmat apoi cursuri serale la Liceul Agroindustrial din Timișoara pe care l-a terminat în 1989.
Din 1996 a urmat cursurile Facultății de Educație Fizică și Sport din Timișoara până în 2001. În 2010 era ofițer de poliție la Garnizoana din București.

### Cariera sportivă
Maria Macoviciuc a îndemnat-o să practice canotajul la categoria ușoară la Clubul Voința Timișoara sub îndrumarea antrenoarei Doina Benedek.  În perioada 1989 - 1998 a activat în aceeași disciplină în cadrul Clubului Universitatea Timișoara. A activat apoi în perioada 1998 - 2001 la Clubul Dinamo. Din 1988 până la încetarea activității sportive din 2001 a devenit multiplă campioană națională.
Pe plan internațional a participat la Jocurile Olimpice de la Altanta, SUA, devenind campioană olimpică.

### Reflectări în media
În data de 28 iulie 1996 presa din Timișoara a menționat că „... timișoreanca Camelia Macoviciuc împreună cu Constanța Burtică a cucerit aurul olimpic la schif dublu vâsle (ambarcațiuni ușoare) la baza nautică Lache Lanier. A fost o cursă palpitant5ă, vâslașele românce, cu un stroc puternic și susținut tot timpul, au luat conducerea din start și n-au mai cedat-o până la sosire, cu tot efortul echipajelor SUA și Australiei de a le întrece”. La sosire în Timișoara, Camelia Macoviciuc declara ziariștilor că „... A fost greu mai ales datorită faptului că eu și colega mea Constanța Burcică, ne-am clasat pe locul II în calificările probei de 2 vâsle. Nu ne-am descurajat, am tras din răsputeri și am reușit să depășim echipajul american care pornea favorit. Când mi-am dat seama că am câștigat Medalia de Aur, pur și simplu... mi s-a stins lumina. A fost fantastic. Atât eu, cât și colega mea, ne-am revenit destul de târziu, nici nu ne venea să credem. Suntem mândre însă că m-a făcut ca tricolorul românesc să fie înălțat pe cel mai înalt catarg în acordurile imnului nostru de stat”. Ziarele din Timișoara au numit-o fata de aur a canotajului timișorean. În același timp a devenit maestră emerită a sportului și i s-a acordat titlul de Cetățean de Onoare al Municipiului Timișoara.
Camelia Macoviciuc a luat medalia de argint la Campionatele Mondiale din Scoția din 1996, Franța din 1997 și din Canada din 1998. Împreună cu Constanța Burcică a câștigat medalia de aur și titlul de campioană mondială la proba de două vâsle categoria ușoară la Campionatele Mondiale de la Sant Katherin, Canada, din 1999.